# LITNET (дослідницька мережа)
LITNET — литовська академічна дослідницька мережа. Ця державна комп'ютерна мережа з'єднує навчальні і науково-дослідні інститути, а також низку інших культурних та освітніх установ Литовської Республіки, зокрема музеї та бібліотеки. Вона забезпечує обмін даними між закладами та надає доступ в Інтернет.
Центр керування мережею LITNET знаходиться в Каунаському технологічному університеті (КТУ).
Діяльність LITNET підтримується Міністерством освіти і науки Литовської Республіки, Європейською комісією та іншими організаціями.

## Історія
Мережа була створена в 1991 році, коли через супутниковий канал було встановлено зв'язок між Університетом Осло та Інститутом математики та інформатики у Вільнюсі.
У 2000—2004 роках LITNET брав участь у проекті Європейської академічної мережі GEANT.
З 2004 року LITNET є учасником проекту GEANT-2 (GN2).